# Evangelische Kirche (Rüddingshausen)

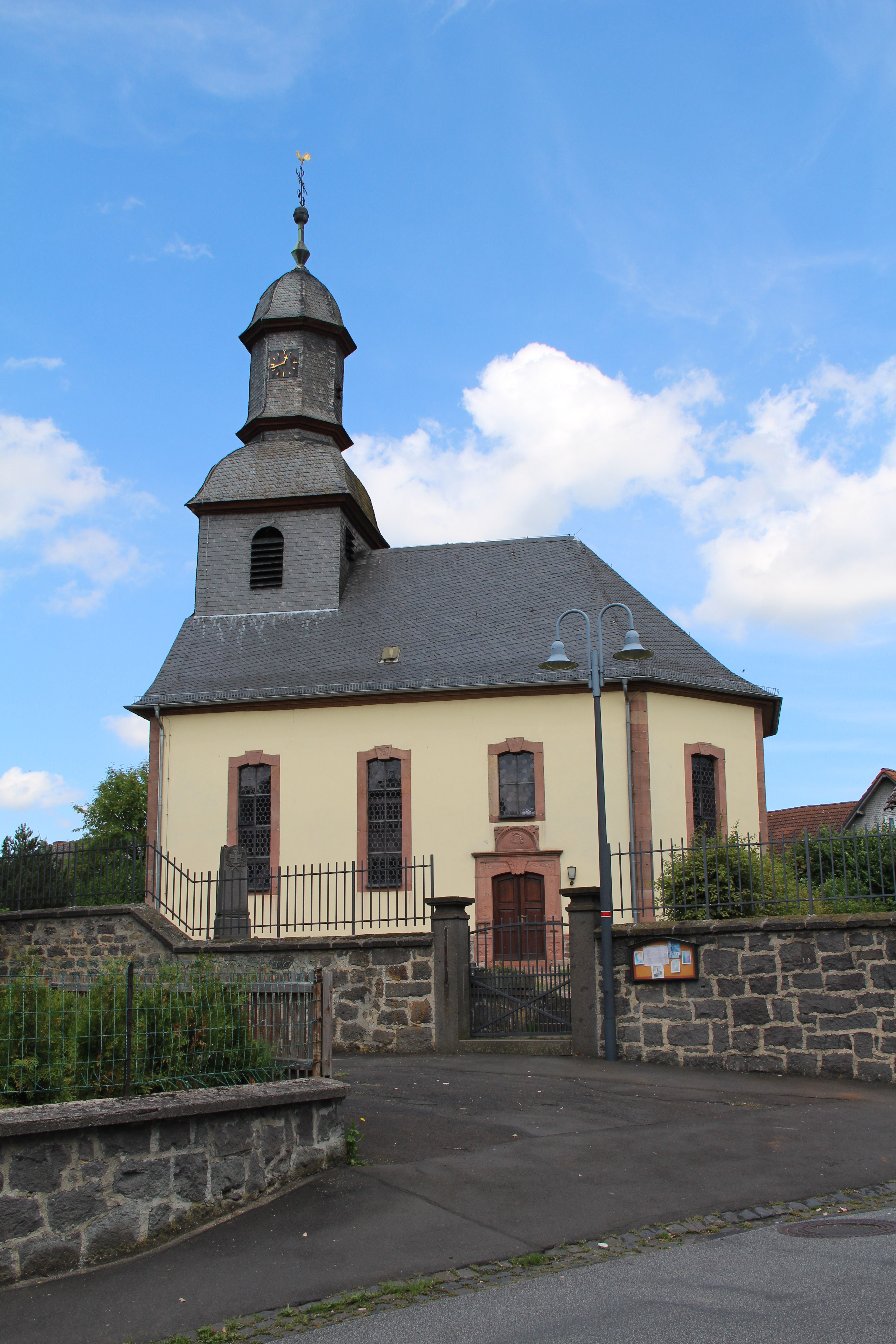
Südansicht der Kirche

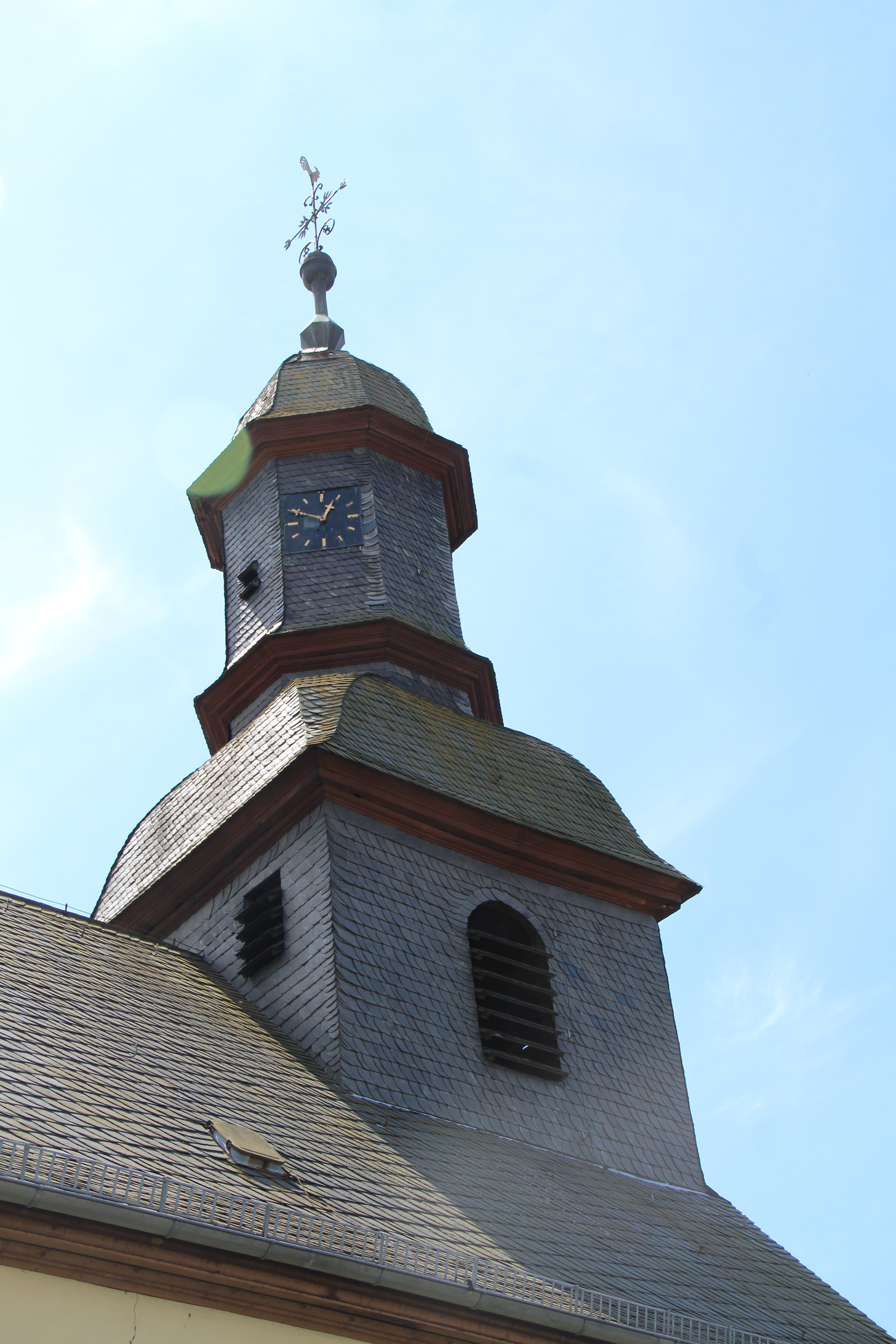
Dachreiter

Die Evangelische Kirche in Rüddingshausen, einem Ortsteil der Gemeinde Rabenau im Landkreis Gießen (Hessen), ist eine barocke Saalkirche aus dem Jahr 1768. Das hessische Kulturdenkmal mit einem zweigeschossigen Dachreiter prägt das Ortsbild.
Die Kirchengemeinde Rüddingshausen / Weitershain gehört zum Dekanat Gießener Land in der Propstei Oberhessen der Evangelischen Kirche in Hessen und Nassau.

## Geschichte
Im Mittelalter gehörte Rüddingshausen zum Sendbezirk von Londorf und war kirchlich dem Archidiakonat St. Stephan in der Erzdiözese Mainz zugeordnet. Mit Einführung der Reformation wechselte Rüddingshausen zum evangelischen Bekenntnis. Die Kirche blieb in nachreformatorischer Zeit bei Londorf eingepfarrt und gehört seit 1925 zur Pfarrei Odenhausen.
Nach schweren Schäden im Dreißigjährigen Krieg erfolgte 1667 eine Reparatur der Kirche. Da sie im Verlauf des 18. Jahrhunderts verfiel, erfolgte 1776 ein Abriss und ein Jahr später der Neubau nach einem Entwurf, der Landbaumeister F. W. Müller zugeschrieben wird. Eine Renovierung fand 1913 statt, bei der 17 Ölgemälde unter der hölzernen Altarplatte entdeckt und wieder an der Emporenbrüstung angebracht wurden. In diesem Zuge wurden auch die Deckenmalereien freigelegt.

## Architektur

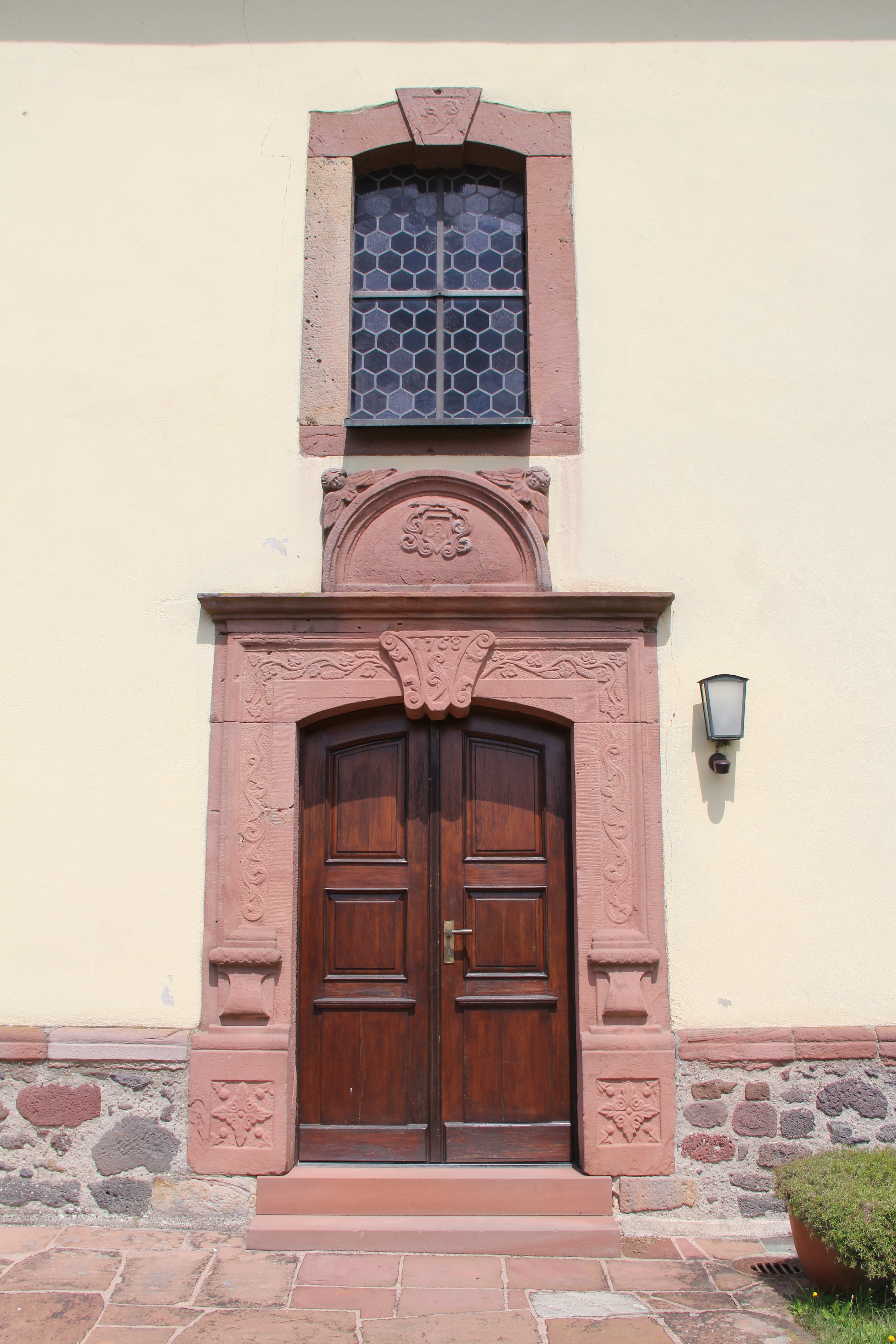
Sandsteinportal an der Südseite

Die annähernd geostete Kirche ist erhöht im Ortszentrum aus Basalt-Bruchsteinmauerwerk inmitten eines ummauerten Kirchhofs errichtet. Die heute weiß verputzte Kirche hat einen Sockel, Eckquaderungen und breite Fenster- und Türrahmungen aus rotem Sandstein. Der gotisierende Einfluss manifestiert sich in dem dreiseitigen Ostabschluss. Das verschieferte Satteldach hat im Westen einen zweigeschossigen Dachreiter, der drei Glocken beherbergt. Geschwungene Pultdächer vermitteln von dem quaderförmigen unteren Teil zum achtseitigen Obergeschoss, das von einer welschen Haube abgeschlossen wird. Der Helmaufbau wird von einem doppelten Turmknauf und einem geschmiedeten Kreuz bekrönt.
Der Innenraum wird an den Langseiten durch je drei schmale Fenster mit Stichbogen und Schlusssteinen belichtet. Im Ostabschluss sind drei entsprechende Fenster eingelassen. Ein Süd- und ein Westportal mit aufwändiger Umrahmung erschließen den Raum. Sie haben an den Seiten Pilaster und oben ein vorkragendes Gesims, über dem eine Rundblende angebracht ist. Die Umrahmungen sind mit Ornamenten im Stil der Renaissance reich verziert. Das mit 1768 auf dem Schlussstein bezeichnete Südportal trägt im geraden Sturz die Inschrift „TRETT HER U. FALT AUF EURE KNIE VOR GOTTES MAJESTÄT ALHIE/ ES IST SEIN HEILIGTHUM UND HAUS WER SÜNDE LIEBT GEHÖRT HINAUS“, das Westportal führt im Sturz folgende Namen auf: „HERR JACOB SOLL/ GERICHTSSCHÖFFE/ HEINRICH SEIM/ BAUMEISTER; JOHA SCHWEISGUT/ KASPER KLEIN/ MAURER U./ STEINHAUER/ MEISTER; HERR JACOB DIETZ/ GERICHTSSCHÖFFE/ JOHANNES DEUCKEN/ BAUMEISTER“.

## Ausstattung
Der original erhaltene Deckenspiegel ist mit einem Sternenhimmel bemalt. Sonne, Mond und Sterne werden außen von Wolken umgeben, über die an der Ostseite Engelköpfe blicken. Über dem Altar ist das Christusmonogramm IHS angebracht. Über den Fenstern sind Figuren aus dem Alten Testament dargestellt, die zum Teil benannt sind: Elia, Elischa, ein kniender Krieger, Ester mit einer Harfe, David, Salomo, eine betende Gestalt, eine Frau mit Lanze und ein Mann in Rüstung. Die vierseitig umlaufende Empore wird nur über dem Südportal und der Kanzel unterbrochen. Sie hat in 21 Füllungen Brüstungsmalereien mit biblischen Szenen, die die Geburt und Kreuzigung Christi, Evangelisten und Apostel zeigen.
Die polygonale Kanzel am Südportal hat profilierte Kanzelfelder. Auf dem steinernen Altar steht ein 0,90 Meter hohes, hölzernes Altarkruzifix, das aus der zweiten Hälfte des 18. Jahrhunderts datiert. Die Kreuzesarme enden in Vierpassen, die mit Engelköpfen belegt sind.

## Orgel

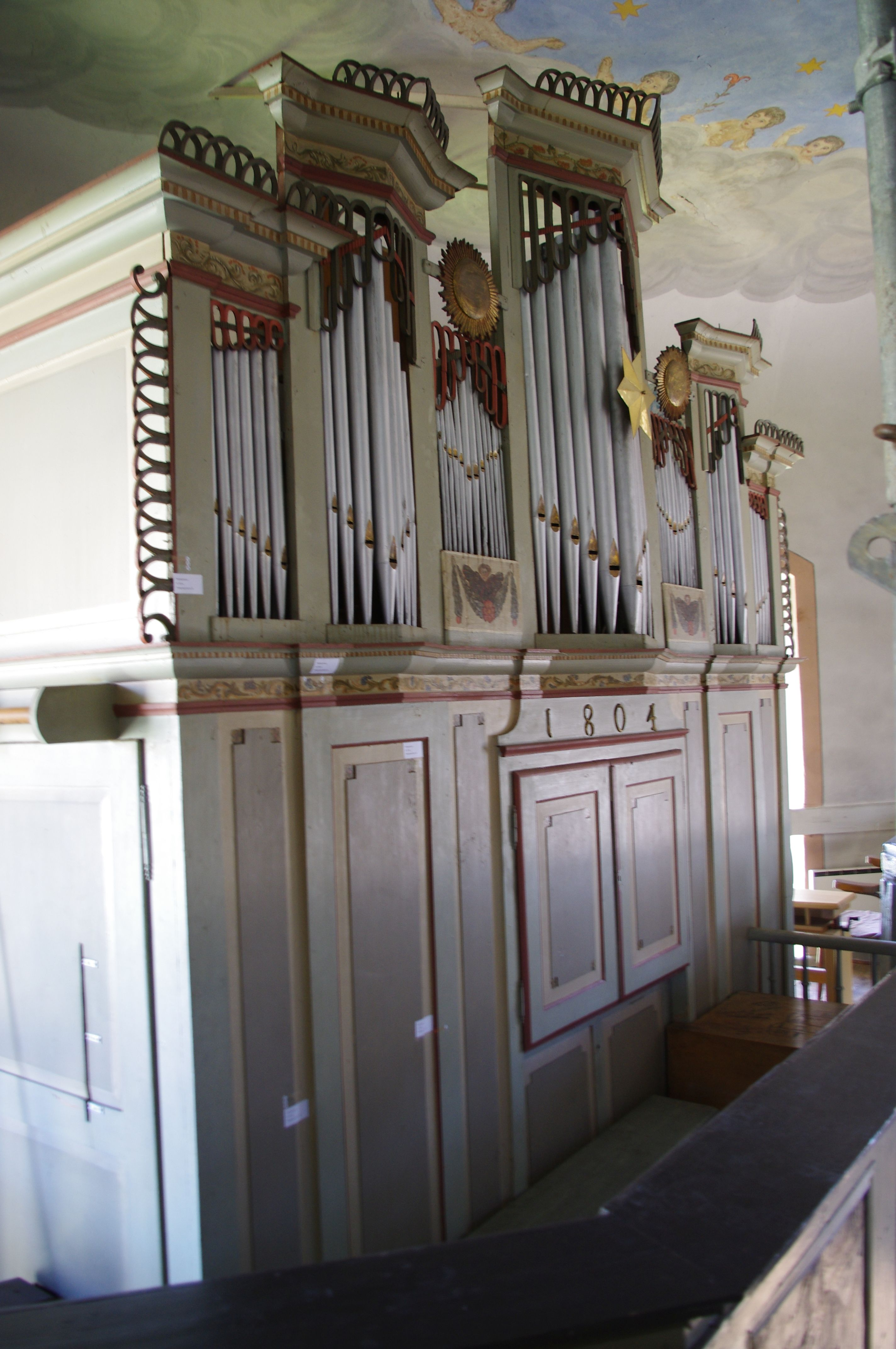
Link-Orgel hinter historischem Prospekt

Die Kirche erhielt im Jahr 1804 eine Orgel eines unbekannten Orgelbauers, die auf der Ostempore über dem Altar errichtet wurde. Vermutet wird das Umfeld von Johann Hartmann Bernhard, dessen Prospekte ähnlich gestaltet sind. Der überhöhte mittlere Spitzturm wird von zwei weiteren Spitztürmen flankiert. Dazwischen und außen sind jeweils Flachfelder angebracht. Die Gebr. Link bauten 1912 unter Einbeziehung des historischen Prospekts ein neues Orgelwerk mit pneumatischen Kegelladen ein. Das einmanualige Instrument verfügt über sieben Register. Die Frontpfeifen sind alle Attrappen, die nicht klingen. Die Disposition lautet wie folgt:
| I Manual C–f3  |    |
| Principal      | 8′ |
| Gedeckt        | 8′ |
| Salicional     | 8′ |
| Viola di Gamba | 8′ |
| Octav          | 4′ |
| Rohrflöte      | 4′ |

| Pedal C–d1 |     |
| Subbass    | 16′ |

- Koppeln:
  - Normalkoppeln: I/P
  - Superoktavkoppeln: I/I
- Nebenregister: Zimbelstern
- Spielhilfen: Feste Kombination (Tutti)